# Kazimierz Milbacher
Casimir Ritter von Milbacher (ur. 27 lutego 1784, zm. 1 stycznia 1865 w Czerniowcach) – austriacki starosta cyrkularny w Galicji, honorowy obywatel Lwowa.
Pracował kolejno jako sekretarz w starostwie bukowińskim (1814), następnie w gubernium lwowskim (1820). Pełnił funkcję starosty cyrkularnego w Brzeżanach, Stanisławowie (do 1838), Bukowinie (od 1838) i Lwowie (do 1846). Jako starosta bukowiński,  29 czerwca 1838 wydał cyrkularz unieważniający wszystkie umowy dziedziców z poddanymi, w których ustalono obowiązek odrabiania pańszczyzny.
6 kwietnia 1846 otrzymał honorowe obywatelstwo Lwowa, za zasługi w zwalczaniu polskiego ruchu narodowego.